# سزاروپاپیسم

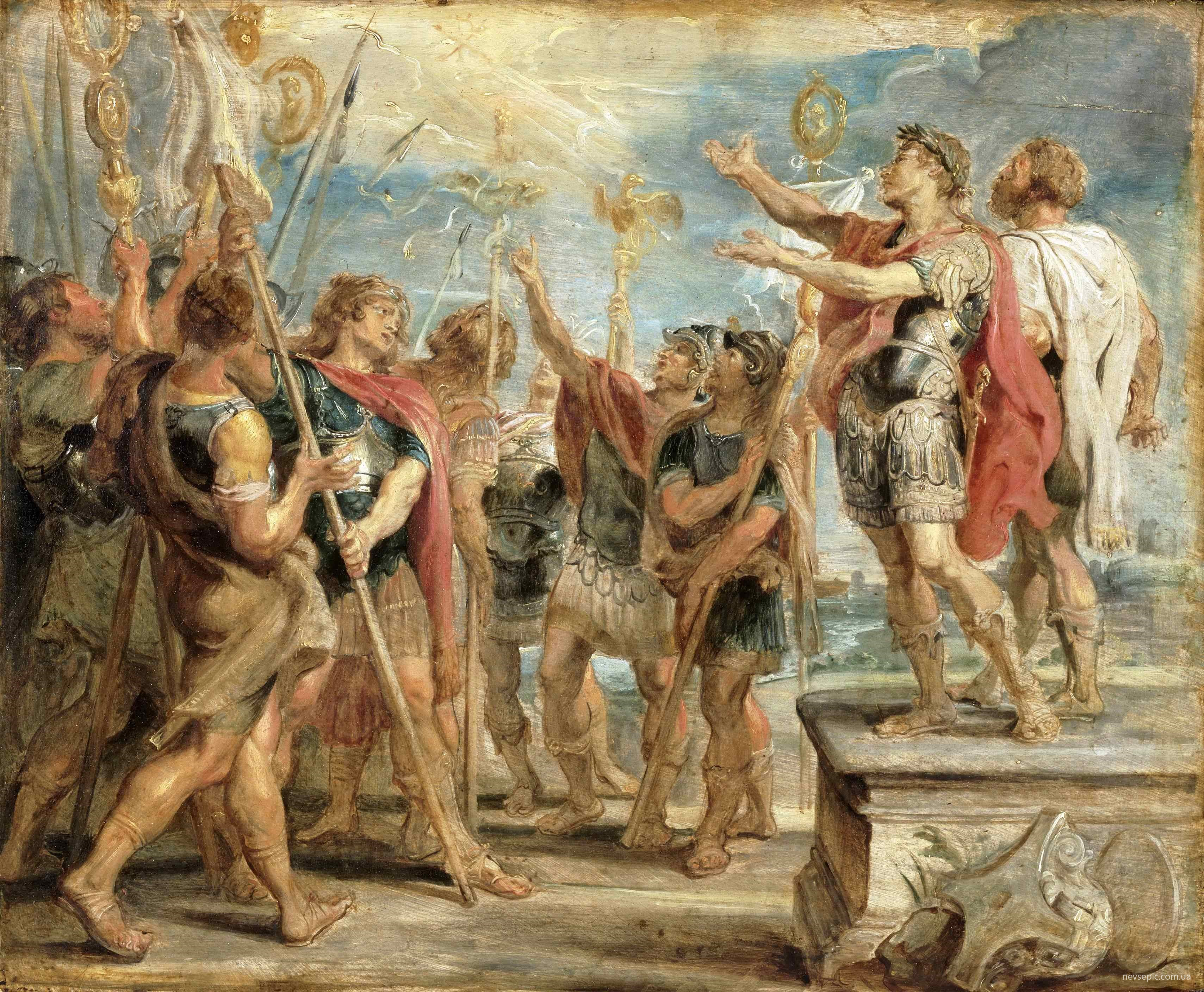
تغییر دین کنستانتین

سزاروپاپیسم (انگلیسی: Caesaropapism) ایده ترکیب قدرت اجتماعی و سیاسی حکومت سکولار با قدرت مذهبی، یا برتری دادن اقتدار سکولار بر اقتدار معنوی کلیسا است. به ویژه در مورد ارتباط کلیسا با دولت. اگرچه یوستوس هنینگ بوهمر (۱۶۷۴–۱۷۴۹) ممکن است در اصل واژه سزاروپاپیسم (Cäseropapismus) را ابداع کرده باشد، این ماکس وبر (۱۸۶۴–۱۹۲۰) بود که نوشت که «یک سکولار، حاکم سزاروپاپیست… به واسطه مشروعیت خودمختار خود، در مسائل کلیسایی اقتدار عالی را اعمال می‌کند.» به گفته وبر، سزاروپاپیسم مستلزم «تسلیم کامل کشیشان به قدرت سکولار است.
در شکل افراطی، سزاروپاپیسم به شکلی است که رئیس دولت، به ویژه امپراتور ("سزار"، به‌طور کلی یک پادشاه "برتر")، همچنین و در عین حال رئیس عالی کلیسا (پاپ یا رهبر مذهبی مشابه) است. در این شکل، سزاروپاپیسم تئوکراسی (یا هیروکراسی در وبر) را وارونه می‌کند، که در آن نهادهای کلیسا دولت را کنترل می‌کنند. هر دو سزاروپاپیسم و تئوکراسی سیستم‌هایی هستند که در آنها جدایی دین از دولت وجود ندارد و در آنها این دو بخش‌هایی از یک ساختار قدرت واحد را تشکیل می‌دهند.